# Alyssum andinum
Alyssum andinum är en korsblommig växtart som beskrevs av Franz Josef Ivanovich Ruprecht. Alyssum andinum ingår i släktet stenörter, och familjen korsblommiga växter. Inga underarter finns listade i Catalogue of Life.